# 山田君のざわめく時間
『山田君のざわめく時間』（やまだくんのざわめくじかん）は、中丸雄一による日本の漫画作品。『月刊アフタヌーン』（講談社）にて、2023年8月号から2024年1月号まで短期集中連載として連載された。KAT-TUNのメンバーである中丸雄一が漫画家としてデビューした作品。青年・山田雄一が日常で起こる些細なことでざわめく様子を描いた物語。2024年1月時点で累計部数が7万部を記録している。

## 登場人物
山田雄一（やまだ おいち） / 山田君
本作の主人公。22歳。いろいろな出来事にざわめく青年。
斎藤君（さいとうくん）
山田君の友人。アイドル文化を好む。趣味は機械いじり。
ごうわん君（ごうわんくん）
山田君の友人。元気で性格は豪快。

## 作風
コミックナタリーによると「中丸のユーモアあふれる小市民的な持ち味や、クセ強めなものの見方がじわりと効いている」作品である。マイナビニュースによると、本作は「山田雄一の日常や友情関係を、中丸雄一らしいウィットとユーモア、そして癖のある視点」で描かれている。
ライターのMichaによると、本作は「日常に潜む「ざわめく」瞬間を切り取り、クスクスと笑えて、同じ体験はしていないがどこか共感ができてしまう」作品である。エピソードは「四半世紀もの間アイドルとして経験値を積んだ」中丸だからこその着眼点で制作されており、「アイドルという一種の偶像のような存在からぬるりと抜け出し、隣に座ってたわいもない話をするクラスメイトのような距離感」で描かれている。書店員のすず木は「日常のちょっとした心のざわめきの切り取り方が秀逸」と評している。

## 沿革

### デビューまで
中丸雄一は、漫画家としてデビューすることが「長年の夢」であった。KAT-TUNのライブのMCでも、ファンに対して漫画家になるという宣言をしていた。中丸は本気であったが、うまくいかずに「だんだんホラ吹き野郎みたい」と感じるようになり、それをプレッシャーにして「絶対に完成させる」と考えていた。2023年3月23日、中丸はSNS上で年内に漫画の単行本を出版すると投稿した。
ドラマ出演がきっかけで中丸は漫画家の東村アキコと知り合う。東村が中丸が「漫画を本気で描いてみたい」と話していたことを編集者の助宗佑美に伝えた。それにより助宗は中丸に企画書を送り、中丸は東村の元でアシスタントの仕事の経験も経て、デジタル作画を学び、「構成、キャラづくり、絵」など努力に励んだ。
「Johnny’s Smile Up! Project」で「ステイホーム4コマ」を発表した中丸は、それをきっかけとして本格的に漫画の制作に取り組んだ。それから3年を経て、2023年5月25日発売の『月刊アフタヌーン』7月号にて、本作の短期集中連載が告知される。5月28日、『シューイチ』にてその3年間の思いや同誌の連載会議の様子など、デビューに至るまでの映像を放送。構想から発表までは、7年の期間がかかっている。

### 連載
6月23日発売の『月刊アフタヌーン』8月号にて、連載を開始。同号は20数年ぶりに雑誌に重版がかかっている。ひとりで漫画を制作するため、同誌の編集長と相談し、スケジュールの確保の観点から「かなり前もって作品を完成させてストック」した後に第1話を発表している。中丸は「自分の人生の一部を注ぐ覚悟で向き合い、丁寧に」漫画を執筆したと話している。過去に許可なしでKAT-TUNのメンバーを漫画のネタにした際は、メンバーから「あいつ週刊誌だろ」と言われるほどであった。しかし本作ではメンバーのネタはボツになっている。11月26日発売の2024年1月号にて連載が終了となる。この時点で単行本の発売を発表。
12月21日、書店店頭用のポスターとPOPのデザインを公開。デザインは単行本のデザインと同じくナルティスの新上ヒロシが担当。ポスターは「作者・中丸雄一と主人公・山田雄一(やまだおいち)が共演するデザイン」、POPは「中丸雄一が登場キャラクターを描き出す瞬間をとらえたデザイン」が描かれている。

### 単行本の発売と反響
担当編集者の助宗佑美によると、現役アイドルの漫画家デビューという話題性のほか、連載時より面白かったという読者からの声があり、問い合わせや単行本の事前予約があった。全国の書店からの注文により、発売前の時点で2度重版がかかった。新人漫画家としては異例のことであった。単行本発売前、『シューイチ』で特集が組まれ、話題となった。
2024年1月23日、単行本が発売される。単行本では、80ページ以上の描きおろしが収録されている。単行本には、中丸にとって「どれも渾身の話」が収録されている。中丸によると「1作目の単行本ということもあって、いろんなパターンのものを入れたつもり」であり、「どういったものが受けるのかは蓋を開けてみないとわからないので、それを知るためにもいろんなテイストのもの」が選ばれている。単行本には中丸が漫画家を目指していたころに制作した「かぐや」の冒頭19ページのネームが収録された電子限定特装版も配信された。このボツネームはもともと100ページほどの大作であったが、「現状の実力に対してテーマが壮大すぎたため、見送りとなった」作品であった。中丸によると、KAT-TUNのメンバーは発売初日に単行本を購入して「おめでとう」と言い、よにのちゃんねるやTOKIOの城島茂からも声がかかっている。
単行本発売日の午後には、講談社の前にあるショーウィンドウにて、特大看板が特設されている。発売後、書店では完売する店舗が続出した。1月25日、3度目の重版が決定。この時点で電子書籍を合わせた売上が、累計7万部を記録している。続刊発売を目標とし、制作が行われている。

### 漫画以外の展開
1月28日、『シューイチ』にて「中丸のリアルまんが道」を放送。本作のLINEスタンプや、ゲーム開発について発表された。番組内で担当編集者の助宗佑美が次回作をオファーしたことにより、SNS上で反響があった。
同日の午後、東京都の紀伊國屋書店新宿本店にて、本作の単行本発売を記念した記者会見が行われた。ダ・ヴィンチWeb（KADOKAWA）によると、同店は「出版関係者内で「ここで売れる本は、全国で売れる」と言われる、いわば聖地」とされている。そこで中丸は「ネタ的にはいくらでも描ける内容なので、シリーズ化を目指していきたい」と語っている。
5月13日発売の『別冊フレンド』（同）6月号にて、描きおろしの4コマ漫画を掲載。

## 制作背景

### 制作
「勝手に悶々と考えて、答えが出ないまま過ごしている」ような場面で、中丸も「同じような悶々とした気持ちが出る」ため、「そこを漫画にできたら」と考えて制作されている。描きはじめた当初は漫画的な表現ができていなかったため、「漫画というより感想文や報告書」になっており、あまり面白い漫画ではなかった。しかし誇張などのテクニックを駆使することにより、同じ内容でも「面白さが倍になる」と感じた中丸は、「漫画的な感覚を描きながら広げる」よう意識している。
本作は基本的には早朝、芸能活動を行う前に描かれている。過去に中丸が通信制の大学に5年間通っていたころ、主に午前中に授業を受けていたため、早朝に描くのはその時の「生活リズムがよみがえってきてしっくりきた感じ」と中丸は語っている。そのほか、ライブの空き時間や移動時間でも執筆時間に当てられている。

### 助言について
自身を新人だと考える中丸は、担当編集者の助宗とコミュニケーションをし、漫画の相談はほぼすべて助宗にしている。助宗とは、デビュー以前から組んでいた。あるあるネタなどは知人に聞き取りを行うが、「それをどう描くか」については助宗に相談する。そこで中丸の「考えや、こういうのが描きたいんだろうなっていうのを汲み取った上での」助言を助宗から受けている。特に「コマの流れがスムーズじゃない、場面展開がおかしいなど、技術的なアドバイス」がなされている。助宗によると、ネタ出しの時点で中丸の「個性や社会への目線が反映」されており面白く、「それを漫画という形に仕上げるお手伝い」との思いで助言している。
「悩むより手を動かす」中丸は、助宗によるとポジティブで行動力がある。たとえばネーム修正が早い点である。ネーム修正とは「編集者がネームに赤ペンで修正を入れ、それを漫画家が直す作業」であるが、「漫画家によっては自分の信念が強すぎて、他人の助言を受け入れるのに時間がかかる」ものである。しかしアイドル活動において、ライブのステージ作りで「限られた時間でより良いものを作るためには、いろんな感情を捨てて修正していく」という環境で過ごしてきた中丸は、赤を気にせず、すぐに修正するため、指摘した翌朝には直したネームが上がってくるのである。「もともと載せてもらえるレベルじゃない」と考えていた中丸は、「ダメだと言われるのは当たり前という心構えでいた」ことにより、早く思考を切り替えていたと話している。
助宗のほか、チーム体制でバックアップが行われている。チームでは中丸の向上のため、純粋な読者の視点で、物語の構成を学ぶ目線で、作画の工夫を学ぶ目線で「とにかく良い漫画」を読むようにと、資料となる漫画が用意され、SNS上で「#中丸先生に教えたい表現最高漫画」を募集するなどのサポートが行われた。

### キャラクターについて
中丸は主人公の名前について、覚えやすく「あまり変わった名前じゃないほうがいいな」と考えた。鈴木だと少し多い、田中も違うと考える中で「『山田君』が一番しっくりきた」ため、「山田雄一」という名前になっている。万が一実写化するとしたらHey!Say!JUMPの山田涼介だと考えていたため、山田を意識して、当初ネームでは「山田涼」（または「山田リョウ」）という名前であった。
「山田君」のほか、「ごうわん君」や「斎藤君」などの「物語の中心となるキャラクター」は「キャラ間のバランスを重視して構築」されている。キャラクターの設定について、担当編集者が打ち合わせで「どんな音楽が好きとか、載せなくてもいいから考えよう」とアドバイスをしたことから構想されていった。

## 書誌情報
- 中丸雄一『山田君のざわめく時間』講談社〈ワイドKC〉、2024年1月23日発売[26]、ISBN 978-4-06-531451-7